# Manuel García Collao
Manuel García Collao;  (Puerto Montt, 1864 - Santiago, 1940) fue un profesor y político liberal chileno. Hijo de Manuel Segundo García Carmona y Rosa Collao Vidaurre. Contrajo matrimonio con Carlota Viaña (1890).
Educado en el Instituto Nacional y en la Escuela Normal de Preceptores, donde egresó como profesor primario, con posterior especialización en castellano.
Se radicó en Puerto Montt donde desempeñó su profesión. Director de una escuela pública de Palena. 
Miembro del Partido Liberal. Elegido Diputado por Llanquihue y Paena (1891-1894), participó de la comisión permanente de Educación y Beneficencia.